# 墮落天使 (2016年電影)
《墮落天使》（英語：Fallen）是一部由史考特·希克斯導演的愛情奇幻片，改編自蘿倫·凱特的同名小說。電影由艾迪生·提姆林、傑瑞米·爾文、哈里森·吉伯森和裘莉·理查森主演。影片原本定於2015年的秋季上映，但之後蘿倫·凱特證實將推遲至約2017年初上映，並由 Lotus Entertainment 取得電影的發佈權，已於2016年11月10日在菲律賓、新加坡和馬來西亞上映，港澳臺緊隨其後。英國首映日期為2017年3月10日，於美國則遲至2017年9月1日才上映。

## 演員
- 艾迪生·提姆林（英语：Addison Timlin） 飾 Lucinda "Luce" Price
- 傑瑞米·爾文 飾 Daniel Grigori
- 哈里森·吉伯森（英语：Harrison Gilbertson） 飾 Cameron "Cam" Briel
- 黛茜·希德（英语：Daisy Head） 飾 Arriane Alter
- 蘿拉·寇克（英语：Lola Kirke） 飾 Pennyweather "Penn" Van-Syckle Lockwood
- 夏諾亞·史密-麥菲（英语：Sianoa Smit-McPhee） 飾 Molly Zane
- 妙麗·克菲爾德 飾 Gabrielle "Gabbe" Givens
- 瑪拉奇·寇比（英语：Malachi Kirby） 飾 Roland Sparks
- 裘莉·理查森（英语：Joely Richardson） 飾 Sophia Bliss
- 茱莉·歐布瑞（英语：Juliet Aubrey） 飾 Doreen Price

## 製作
早在2013年8月，就已經公佈將由艾迪生·提姆林和傑瑞米·爾文出演露欣達·普萊斯和丹尼爾·格力高利，影片於2014年2月在匈牙利布達佩斯開鏡拍攝。劍與十字學院的取景地點是位於匈牙利圖拉鎭的一座城堡，而劍與十字學院的圖書館場景則是在紹鮑德基焦什拍攝。

## 外部連結
- 互联网电影数据库（IMDb）上《墮落天使》的资料（英文）
- AllMovie上《墮落天使》的资料（英文）
- 爛番茄上《墮落天使》的資料（英文）
- 開眼電影網上《墮落天使 （页面存档备份，存于）》的資料 （繁體中文）
- Yahoo!奇摩電影上《墮落天使》的頁面 （繁體中文）
- Yahoo!電影上《折翼天使首部曲：魔咒之吻》的頁面 （繁體中文）